# 纳闽选举
本条目提供了自2004年来马来西亚纳闽联邦直辖区的选举成绩以及自1964年来纳闽在下议院的议员列表的连接。 在1984年成为联邦直辖区前, 纳闽是沙巴下巴达斯议席 (1974年至1984年)、沙巴纳闽-保佛议席 (1967年至1974年) 及沙巴纳闽议席 (1967年前) 的一部分。

## 联邦层级

### 国会下议院选举成绩
- 2022年马来西亚下议院选举成绩列表#纳闽
- 2018年马来西亚下议院选举成绩列表#纳闽
- 2013年马来西亚下议院选举成绩列表#纳闽
- 2008年马来西亚下议院选举成绩列表#纳闽
- 2004年马来西亚下议院选举成绩列表#纳闽

### 国会下议院选区
- 马来西亚选区列表#纳闽
- 马来西亚下议院前选区列表#联邦直辖区
- 马来西亚下议院前选区列表#沙巴

### 国会下议院议员
- 马来西亚第15届国会议员列表#纳闽
- 马来西亚第14届国会议员列表#纳闽
- 马来西亚第13届国会议员列表#纳闽
- 马来西亚第12届国会议员列表#纳闽
- 马来西亚第11届国会议员列表#纳闽
- 马来西亚第10届国会议员列表#纳闽
- 马来西亚第9届国会议员列表#纳闽
- 马来西亚第8届国会议员列表#纳闽
- 马来西亚第7届国会议员列表#纳闽
- 马来西亚第6届国会议员列表#纳闽
- 马来西亚第5届国会议员列表#纳闽
- 马来西亚第4届国会议员列表#纳闽
- 马来西亚第3届国会议员列表#纳闽

## 州层级

### 州选区
- 马来西亚前州选区列表#沙巴

### 沙巴州议会议员
- 1978年至1982年度马来西亚州议员列表#沙巴
- 1974年至1978年度马来西亚州议员列表#沙巴
- 1969年至1974年度马来西亚州议员列表#沙巴
- 1964年至1969年度马来西亚州议员列表#沙巴

Template:Malaysian by-elections